# Bob Hardisty
John Roderick Elliott Hardisty, detto Bob (Chester-le-Street, 1º febbraio 1921 – Durham, 31 ottobre 1986), è stato un calciatore inglese, di ruolo attaccante.

## Carriera

### Club
Giocò tutta la carriera con il Bishop Auckland eccetto un periodo di tre stagioni nel quale si trasferì al Darlington dove tuttavia non riuscì ad affermarsi: giocò solo 6 partite senza segnare reti.
Al termine della stagione 1956-57 si ritirò ma Matt Busby, allenatore del Manchester United e suo allenatore in occasione dei Giochi olimpici del 1948, lo convinse a riprendere l'attività agonistica e lo tesserò per la squadra che allenava. Neanche in questo caso riuscì ad affermarsi tanto che non giocò nessuna partita nell'allora First Division, si limitò a disputare qualche partita con la squadra riserve.

### Nazionale
Venne convocato nella nazionale britannica che partecipò ai Giochi olimpici del 1948. Disputò inoltre i Giochi olimpici del 1952 e del 1956 con la nazionale olimpica britannica.

## Palmarès

### Club

#### Competizioni nazionali
- FA Amateur Cup: 3

Bishop Auckland: 1954–1955, 1955–1956, 1956–1957
- Northern Premier League: 6

Bishop Auckland: 1949–1950, 1950–1951, 1951–1952, 1953–1954, 1954–1955, 1955–1956

#### Competizioni regionali
- Durham Challenge Cup: 2

Bishop Auckland: 1951–1952, 1955–1956